# 彭溪镇 (泰顺县)
彭溪镇，是中华人民共和国浙江省温州市泰顺县下辖的一个乡镇级行政单位。

## 行政区划
彭溪镇下辖以下地区：
彭溪村、车头村、富山村、富垟村、官坑村、官引村、均山村、外垟村、五里牌村、玉塔村、峰文村、双溪口村、汇源村、水尾村、西关村、银洞村、月湖村和柘下村。